# فردی فاکس
فردی فاکس (به انگلیسی: Freddie Fox) بازیکن فوتبال زادهٔ ۲۲ نوامبر ۱۸۹۸ اهل انگلستان بود که سابقهٔ بازی در تیم ملی فوتبال انگلستان را در کارنامهٔ خود دارد. وی در تاریخ ۲۱ مه ۱۹۲۵ تنها بازی ملی خود را در مقابل تیم ملی فوتبال فرانسه انجام داد.